# Ешлі (Мічиган)
Ешлі (англ. Ashley) — селище (англ. village) в США, в окрузі Грешіт штату Мічиган. Населення — 508 осіб (2020).

## Географія
Ешлі розташоване за координатами 43°11′16″ пн. ш. 84°28′35″ зх. д. / 43.18778° пн. ш. 84.47639° зх. д. (43.187734, -84.476515).  За даними Бюро перепису населення США в 2010 році селище мало площу 1,66 км², уся площа — суходіл. В 2017 році площа становила 1,77 км², з яких 1,74 км² — суходіл та 0,03 км² — водойми.

## Демографія
Згідно з переписом 2010 року, у селищі мешкали 563 особи в 195 домогосподарствах у складі 133 родин. Густота населення становила 339 осіб/км².  Було 221 помешкання (133/км²).
Расовий склад населення:
| - 97,9 % — білих - 1,1 % — чорних або афроамериканців - 0,2 % — азіатів |

До двох чи більше рас належало 0,2 %. Частка іспаномовних становила 3,2 % від усіх жителів.
За віковим діапазоном населення розподілялося таким чином: 24,9 % — особи молодші 18 років, 53,8 % — особи у віці 18—64 років, 21,3 % — особи у віці 65 років та старші. Медіана віку мешканця становила 41,3 року. На 100 осіб жіночої статі у селищі припадало 84,6 чоловіків;  на 100 жінок у віці від 18 років та старших — 74,8 чоловіків також старших 18 років.
Середній дохід на одне домашнє господарство  становив 49 582 долари США (медіана — 37 813), а середній дохід на одну сім'ю — 62 454 долари (медіана — 50 833). Медіана доходів становила 39 063 долари для чоловіків та 27 500 доларів для жінок. За межею бідності перебувало 21,5 % осіб, у тому числі 42,3 % дітей у віці до 18 років та 11,6 % осіб у віці 65 років та старших.
Цивільне працевлаштоване населення становило 209 осіб. Основні галузі зайнятості: освіта, охорона здоров'я та соціальна допомога — 32,5 %, роздрібна торгівля — 14,4 %, виробництво — 11,5 %, будівництво — 9,1 %.